# Энрикес, Хайро
Ха́йро Маури́сио Энри́кес Ферруфи́но (исп. Jairo Mauricio Henríquez Ferrufino; род. 31 августа 1993, Сан-Сальвадор) — сальвадорский футболист, полузащитник американского клуба «Колорадо-Спрингс Суитчбакс» и сборной Сальвадора.

## Биография

### Клубная карьера
Энрикес начал карьеру в клубе «Турин ФЕСА», в котором играл в течение трёх сезонов.
В 2014 году Эерикес перешёл в мексиканскую «Тласкалу», в составе которой сыграл 11 матчей и забил 1 гол. В январе 2015 года Энрикес вернулся на родину и присоединился к клубу «ФАС». Дебютировал в Примере Дивисьон 18 января 2015 года в матче с «Альянсой»; этот матч закончился со счётом 1:1. Всего в дебютном сезоне Энрикес сыграл в чемпионате Сальвадора 19 матчей, не отметившись забитыми мячами.
1 января 2018 года Энрикес перешёл в «Мунисипаль Лименьо», в котором отыграл три месяца. 22 мая 2018 года Энрикес перешёл в «Санта-Теклу». 16 декабря 2018 года «Санта-Текла» завоевала чемпионский титул после победы в финале над «Альянсой» со счётом 2:1.
Летом 2019 года Энрикес перешёл в «Чалатенанго», в составе которого играл в течение двух сезонов.
В мае 2021 года Энрикес стал игроком клуба «Агила», в которой отыграл один сезон, сыграв в чемпионате 31 матч и забил 3 гола.
1 июня 2022 года было объявлено о переходе Энрикеса в американский клуб «Колорадо-Спрингс Суитчбакс», выступающий в Чемпионшипе ЮСЛ.

### Карьера в сборной
В составе молодёжной сборной Сальвадора Энрикес принимал участие на молодёжном чемпионате мира 2013 года, где сыграл в трёх матчах группового этапа со сборными Турции (0:3), Австралии (2:1) и Колумбии (0:3).
В составе сборной Сальвадора принимал участие на Золотом кубке КОНКАКАФ 2015 года, где сыграл в матче со сборной Коста-Рики (1:1), выйдя на замену на 78-й минуте матча. Этот матч стал дебютным для него в составе национальной сборной.
Энрикес был основным игроком на Золотом кубке КОНКАКАФ 2021 года, где сыграл в четырёх матчах на турнире, а в матче со сборной Тринидада и Тобаго забил гол, а сальвадорцы выиграли матч со счётом 2:0. Спустя два года был также основным игроком сборной Сальвадора на Золотом кубке КОНКАКАФ 2023 года, где сыграл в трёх матчах сборной на групповом этапе.

## Ссылка
- J. Henríquez на Soccerway.com